# Петър Нанев
Петър Нанев е български журналист, популярен със своите разследвания и преки включвания от извънредни събития по света и в България с акцент върху Близкия Изток.

## Биография
Той завършва Нов български университет, а първите си стъпки в журналистиката прави като стажант в спортната редакция на bTV, където развива кариерата си в телевизията. Две години по-късно се присъединява към екипа най-влиятелната редакция в България – тази на bTV Новините.
Журналистиката винаги е била от особен интерес за Петър Нанев. От най-ранна възраст, освен от любимия си футбол, с който се е занимавал и професионално, той следи с интерес и новините за събитията по света и в България. В професионално отношение най-висок адреналин му носят извънредните събития, когато „всичко зависи от бързите, професионални решения“. Отразявал е едни от горещите събития както в България, така и в чужбина.

## Награди и лични постижения
Петър Нанев е носител на редица престижни награди, сред които приз от Съюза на юристите в България за разследването във филма „Необяснимо бездействие“ и награда от фондация „Радостина Константинова“. Отличен е и с награда от НПО „Правосъдие за всеки“ за филма (БЕЗ)Наказаните, който разказва за съдебната реформа в Румъния.
Неговите проекти оказват сериозно влияние в обществения живот в България. През 2015 г. след негово журналистическо разследване за злоупотреби във ВМА, бившият директор ген. Стоян Тонев подава оставка като депутат от ГЕРБ и председател на здравната комисия в парламента.
През 2017 г. отново негово разследване за ВМА става повод за първата министерска оставка от кабинета Борисов 3. Същата година отразява извънредните събития в Йеарусалим в непосредствена близост до насилието по улиците на града.
През 2015 г. и 2017 г. заслужено получава признанието за репортер на годината на bTV.